# Carcelia iliaca
Carcelia iliaca là một loài ruồi trong họ Tachinidae.